# 頭絡
頭絡（とうらく）とは馬あるいは牛などの頭部に取り付ける、馬具または畜産用具の一種である。

## 馬具としての頭絡
乗馬用の頭絡は、拳による騎手の扶助を手綱から銜（はみ）を通じて馬に伝える役割を持つ。別名「勒（ろく）」ともいう。
いくつかの革ひもと金具を組み合わせて作られており、耳の後ろ、後頭部に回す「項革（うなじがわ）」、耳の前、目の後ろに来る「額革（ひたいがわ）」、耳の下から口に向かい、項革と銜を連結する「頬革（ほおがわ）」、鼻の上に当たる「鼻革（はながわ）」、耳の下から喉元を通る「喉革（のどがわ）」、そして銜とそれにつながる手綱とで構成される。

### 水勒

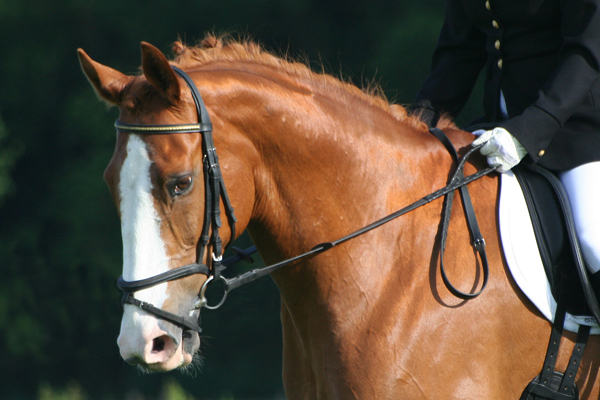
水勒（フラッシュ鼻革）

水勒（すいろく、snaffle bridle）は銜枝のない水勒銜（snaffle bit）を1つだけ使用する、乗馬用では最も基本的な頭絡である。銜環（手綱を取り付ける部分）が円形で銜身（口の中に入る部分）と固定されていない水勒銜が多く用いられるが、馬の口からずれないための工夫のされている銜（Dビットやチークビットなど）が使われていても、通常は水勒と称する。
口への作用が柔らかく、初級人馬の練習用や初級馬場馬術、障害飛越、外乗（野外騎乗。道路、草原、海岸等で騎乗する逍遥乗馬）、狐狩り等の猟騎、馬車と広く用いられる。

#### 鼻革
装飾や銜の作用の補助のために用いられる鼻革は、水勒においてはいくつかの種類が許容されている。
- カブソン鼻革（フランス鼻革、cavesson noseband）は最も基本的な鼻革であり、頬骨の下から下顎を通り馬の顔を1周する（頬革の下を通す）。馬の口を閉じさせる作用は小さい。大勒でも用いられる。
- フラッシュ鼻革（コンビ鼻革、flash noseband）はカブソン鼻革の鼻梁にかかる部分から、おとがいくぼ（頤凹、下唇ののど側のくぼみ）へ回すもう1本の鼻革を加えたものである。追加される鼻革と口角の間に銜が置かれることから銜を安定させ、口を開けて銜を逃れようとする馬に効果がある。追加の1本は取り外せることも多い。障害飛越で用いるスタンディングマルタンガールを装着する場合に好まれる。
- ドロップ鼻革（ドイツ鼻革、dropped noseband）はカブソン鼻革より長い頬革を用い、鼻梁の鼻孔に近い部分からおとがいくぼを通る。口を開けるのを防ぐ。
- クロス鼻革（メキシコ鼻革、crossed noseband）は鼻梁部分でX字に交差する2本の鼻革である。
- ウエスタン馬術では鼻革を省略した頭絡を用いることもしばしば見られる。

### 大勒

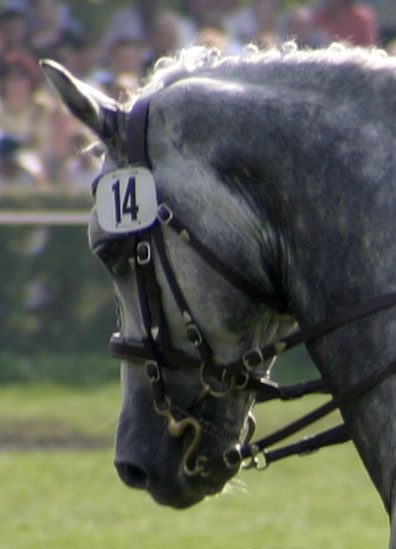
大勒（下が大勒銜、上が小勒銜）

大勒（たいろく、double bridle）は銜枝のある大勒銜（curb bit）と、小型の水勒銜である小勒銜（bradoon bit）とを合わせて用いる頭絡のことである。馬は大小2つの銜をくわえ、騎手は大勒手綱と小勒手綱の2組を取ることになる。一般にカブソン鼻革を用いる。
銜枝の先に取り付けられている大勒手綱を引くと大勒銜の左右を下から結ぶグルメット（轡鎖、curb chain）がおとがいくぼに押し付けられて支点となり、てこの作用で馬の口に強く作用する。
馬に収縮を求める中級、上級馬場馬術で用いられるほか、過剰な前進気勢を抑えるために障害飛越で用いられることがある。また、古くは大勒の使用が習熟した人馬では当然であったことから、猟騎の絵画等でもこれを装着した人馬が良く描かれる。

### ペラム

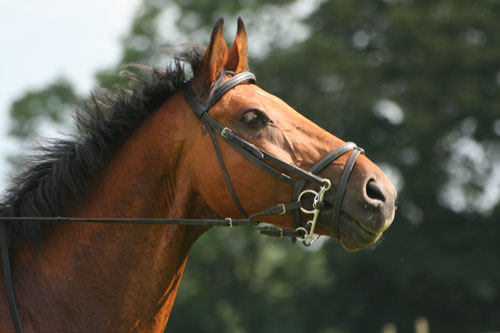
ビットコンバータを用いて1本の手綱をつけたペラム

ペラム（pelham）は大勒銜のみで小勒銜を用いない頭絡、またその銜のことである。本来は、銜枝の先と銜身の横に大勒手綱と小勒手綱に相当する手綱を取り付け、グルメットを合わせて用いる。2組の手綱を取り付ける部分をビットコンバータ（ペラムコンバータ）と呼ばれる短い革ひもでつなぎ、そこに1本の手綱をつけることもより単純に銜枝の先にだけ1本の手綱をつけることもある。
馬場馬術では見られないが、障害飛越やウエスタン馬術で用いられる。

### ハッカモア

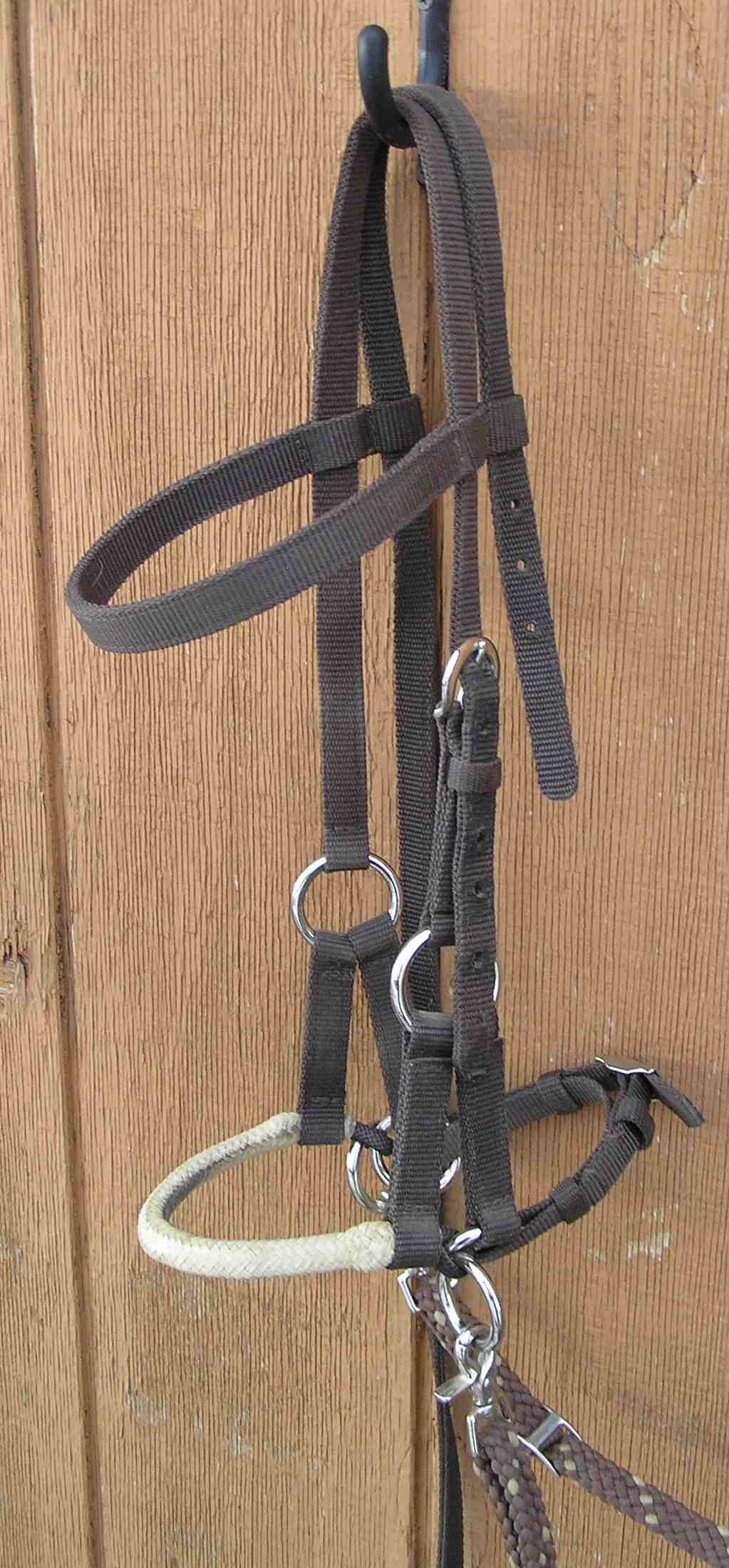
ハッカモア

ハッカモア（hackamore）は銜を使わない乗用の頭絡の総称である。ウエスタン馬術でよく用いられる。手綱は鼻革につけられ、馬の頭部に作用する。
また、馬の口に入れる銜身のないハッカモア銜（hackamore bit）と組み合わせることもある。ハッカモア銜は大勒銜のように銜枝を持ち、その先に手綱を取り付ける。

### 無口頭絡
引き馬や手入れの際に用いられる無口頭絡については無口を参照。

## 畜産用具としての頭絡
乳牛や羊などの家畜の飼育には、銜（はみ、口にくわえさせる金属部品）のない無口が用いられる。
現在ではフリーストール牛舎の普及や、（肉用牛と比べると）気性がおとなしい事に伴って、乳牛の管理に鼻輪に代わって使われている事も多くなった。また近年は乳牛用の頭絡も市販され、主に皮製で共進会等で使われている。
また、時代の経過とともに乳牛は無口で管理する事が一般的となり、酪農家の中には「鼻輪の開け方を忘れた」と言う酪農家が徐々に増加気味である。
酪農家の中には牛の産まれた年にあわせて、無口の色分け（産まれた年の末年を競馬の枠順色に使うのが一般的。たとえば2005年産まれた牛には黄色等。末年が9年の時は競輪で用いる9枠の紫色・0年の時はかつて中央競馬で、6枠連勝単式時に使われていた1枠の水色）して管理する酪農家もいる。
一方、肉用牛は従来どおり鼻輪(鼻環、鼻削：はなぐりとも)を空けて管理している。これは気性が原因。（最近ではほとんど見かけない）鼻輪を開けている乳牛は気性難と近年では見なされる事が多い。